# Жан-Поль Віге
Жан-Пóль Вігé (фр. Jean-Paul Viguier; *4 травня 1946, Азас) — французький архітектор, володар численних архітектурних премій, член Державної комісії пам'яток історії при Міністерстві культури Франції.

## Біографічні відомості
Народився Жан-Поль 4 травня 1964 року в Азасі. Отримавши ступінь бакалавра в Lycee Pierre de Fermant в Тулузі, продовжив свою освіту в Парижі, де в 1970 році став дипломованим архітектором. У 1973 Віге отримав ступінь магістра міського планування та дизайну в знаменитій Гарвардській школі дизайну. У 1974 році Віге став лауреатом архітектурного конкурсу на найкращий проект Національного метеорологічного центру в Тулузі.
Починаючи з 1975 року Жан-Поль займався в основному містобудівними проектами, розробляючи генплани нових передмість Парижа і Ліона, а також будував житлові та адміністративні будівлі. Особливим напрямком роботи для Віге завжди було проектування біокліматичних будинків. З 1999 по 2002 рік обіймав посаду президента Академії Архітектури Франції.
Нині архітектор працює над проектом вежі Majunga, яка буде розташована у сучасному кварталі в ближньому передмісті Парижа Ла-Дефанс.

## Почесні звання та нагороди

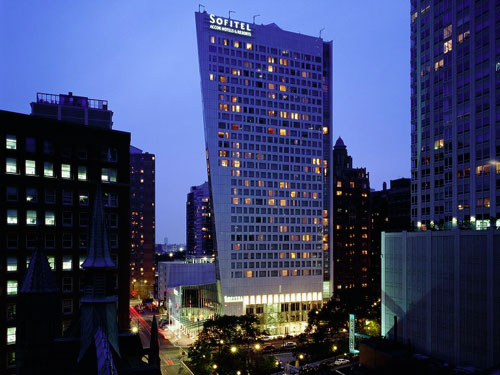
Готель «Софітель» у Чикаго

- Президент Академії архітектури Франції (1999–2002)
- Почесний професор Університету Тунцзі (Шанхай, Китай)
- Професор Міжнародної академії архітектури (Софія, Болгарія)
- Член Державної комісії пам'яток історії при Міністерстві культури Франції
- Почесний член Американського інституту архітектури[2]
- Кавалер національного ордену «За заслуги»

## Архітектурні проекти
- 1992: Pavillon de la France à l'Exposition universelle de Séville
- 1997: Siège social de Alstom Transport Alstom à Saint-Ouen
- 1998: Siège de France Télévisions, Paris 15e
- 2000: Aménagement autour du Pont du Gard
- 2000: Participation au Parc André-Citroën à Paris
- 2001: Tour Cœur Défense, à La Défense Photo
- 2002: Siège social de BMS (Bristol Myers Squibb) /UPSA à Rueil Malmaison
- 2002: Médiathèque Cathédrale, Reims
- 2002: Centre commercial, Carré Sénart
- 2002: Hôtel Sofitel Water Tower, Chicago, USA Photo
- 2004: Paris 13e Ilot M7, immeuble de bureaux dont le Ministère des Sports, et commerces
- 2005: Hôtel Novotel, le Havre
- 2008: Immeuble de bureaux, logements, commerces, parking, Place Vörösmarty, Budapest, Hongrie
- 2008: Muséum d'Histoire Naturelle, Toulouse
- 2008: McNay Art Museum — San Antonio, Texas, USA
- 2008: ZAC de la Joliette, Ilot D3, Cœur Méditerranée, Marseille
- 2008: Zac Seguin Lot A1, immeuble l'Angle, Boulogne-Billancourt
- 2009: Maroc Telecom, siège social, Rabat, Maroc
- 2009: Hôpital de Castres Mazamet
- 2009: Immeuble de logements, Paris 15e Convention
- 2009: Le siège de Sodexho France à Guyancourt dans les Yvelines.
- 2010: Lyon Confluence, Pôle de Loisirs
- 2012: Tour Majunga, Puteaux, La Défense
- 2012: Clinique Universitaire du Cancer, Cancéropole de Toulouse.